# Benzil-jodid
A benzil-jodid szerves vegyület, képlete C7H7I. Molekulájában egy benzolgyűrűhöz egy jódmetilcsoport kapcsolódik. Az alkil-halogenidek közé tartozó vegyület, az aril-halogenidek közé tartozó jódtoluolok konstitúciós izomerje.

## Előállítása
Acetonban végzett Finkelstein-reakcióval állítható elő benzil-kloridból és nátrium-jodidból.

Benzil-jodid szintézise Finkelstein-reakcióval

## Tulajdonságai
Színtelen vagy sárga tűs kristályokat alkot, olvadáspontja 24,5 °C. Folyadék halmazállapotban törésmutatója nagy, 1,6334. Erősen könnyeztető hatású.

## Fordítás
Ez a szócikk részben vagy egészben  a   Benzyl iodide című angol Wikipédia-szócikk ezen változatának fordításán alapul.  Az eredeti cikk szerkesztőit annak laptörténete sorolja fel. Ez a jelzés csupán a megfogalmazás eredetét és a szerzői jogokat jelzi, nem szolgál a cikkben szereplő információk forrásmegjelöléseként.